# خربة المسطارة
خربة المسطارة هو موقع أثري يضم أكبر مواقع السكن المركبة البيضاوية الشكل الموجودة في وسط وادي الأردن في الضفة الغربية بفلسطين.

## موقع
تقع خربة المصراتة على 8 كـم (5.0 ميل) شمال أريحا و2 كـم (1.2 ميل) غرب عين عوجا في وادي عوجا على تلة صغيرة مخفية بين ثلاثة تلال أكبر. تتسبب هذه التلال المحيطة في إخفاء الموقع الذي 1.0-هكتار (2.5-أكر) عن الأنظار.

## تاريخ التنقيب

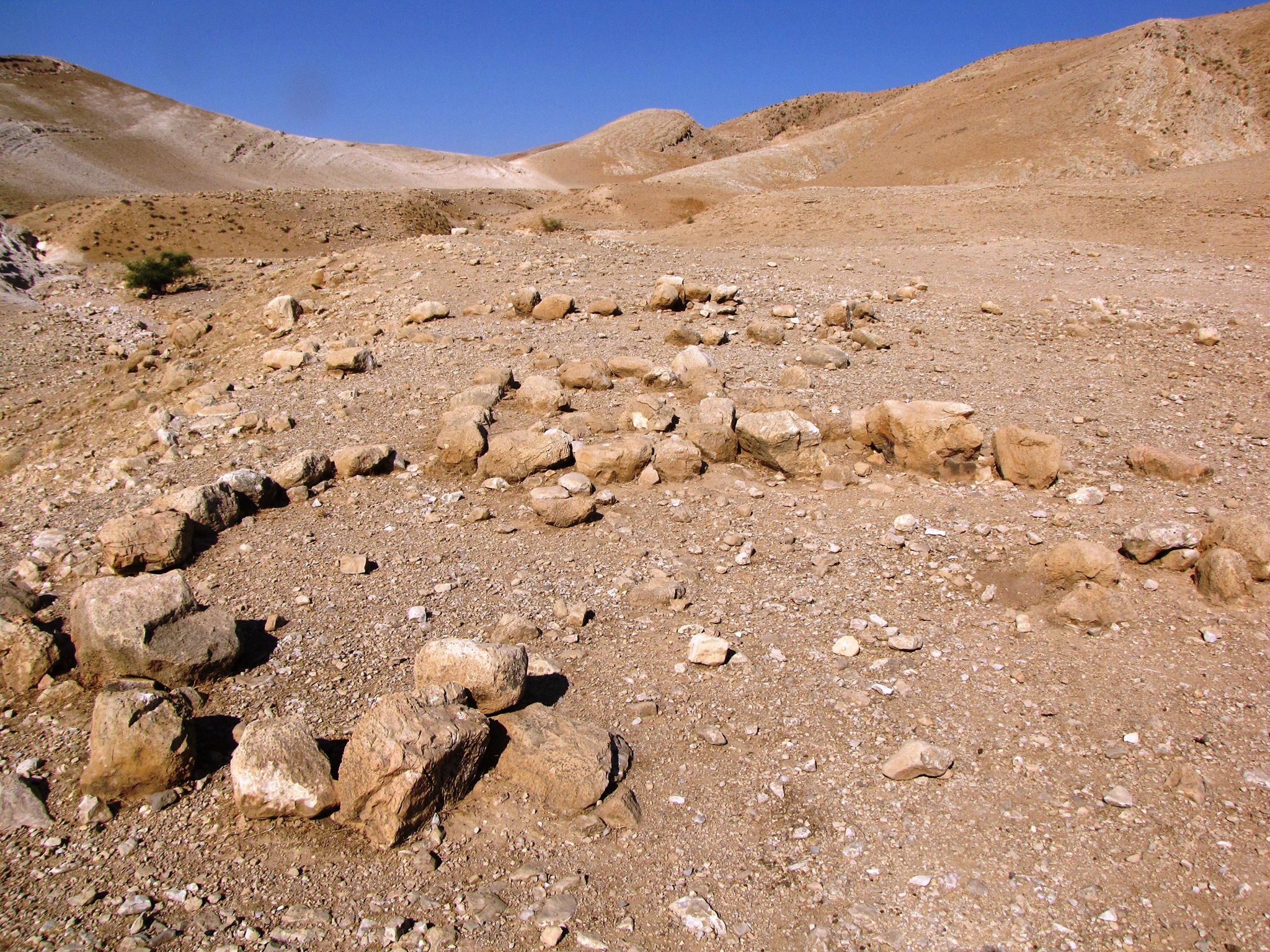
المجمع البيضاوي في خربة المسطارة

تم اكتشاف الموقع ومسحه في أبريل 2004 بواسطة آدم زيرتال أثناء مسح منطقة ماناسيه هيل.
تم إجراء حفريات تحت إشراف ديفيد بن شلومو ورالف ك. هوكينز في يونيو 2017. أثناء سير أعمال التنقيب، تم اكتشاف عدد من الحظائر الكبيرة والصغيرة المستديرة والبيضاوية من جدران من الحجر الجيري ذات الطبقة الواحدة، وكانت جميعها خالية تقريبًا من أي آثار.

## دلالة
من المرجح أن يشير الموقع المخفي إلى وجود سكان جدد يهاجرون إلى منطقة التلال الوسطى من الشرق أثناء العصر الحديدي الأول، متجنبين الاتصال بالسكان الأصليين. وعلى هذا الأساس يعتقد مديرو الحفريات أن الموقع ربما يكون موقعًا إسرائيليًا مبكرًا، تم بناؤه خلال المراحل المبكرة من الاستيطان الإسرائيلي.

## روابط خارجية
- مشروع حفريات وادي الأردن – خربة المسطارة
- جمعية الآثار الكتابية - معلومات حفريات خربة المسطارة
- مقال في هآرتس : هل هذا هو المكان الذي خيّم فيه بنو إسرائيل في طريقهم إلى كنعان قبل ٣٢٠٠ عام؟